# Carabodes nigrosetosus
Carabodes nigrosetosus är en kvalsterart som först beskrevs av Sandór Mahunka 1979.  Carabodes nigrosetosus ingår i släktet Carabodes och familjen Carabodidae. Inga underarter finns listade.